# Futbol'nyj Klub Amkar Perm'
L'Amkar Perm', ufficialmente Futbol'nyj Klub "Amkar" Perm' (in russo Футбо́льный клуб "Амкар" Пермь?), è una società calcistica russa con sede nella città di Perm'.

## Storia
Il club giocò la prima partita il 5 maggio 1993 quando un gruppo di lavoratori locali giocarono la prima coppa cittadina. L'anno successivo il club divenne campione dell'oblast' di Perm', e nel 1995 divenne un club professionistico.
Nel 2008 ha raggiunto la finale, persa ai rigori contro il CSKA Mosca, della Coppa di Russia e l'anno dopo ha esordito in Europa nel turno di play-off dell'Europa League, perso contro il Fulham.

## Strutture

### Stadio
Lo Stadio Zvezda, uno dei primi stadi a dotarsi di un campo sintetico, che ospita le partite interne, ha una capacità di 19.500 spettatori.

## Palmarès

### Competizioni nazionali
- PFN Ligi: 1

2003
- Pervenstvo PFL: 1

1998 (Girone Urali)

### Altri piazzamenti
- Coppa di Russia:

Finalista: 2007-2008
Semifinalista: 2001-2002, 2004-2005, 2009-2010, 2015-2016
- Pervenstvo PFL

Terzo posto: 1996 (Girone Centro)

## Statistiche e record

### Partecipazione ai campionati
| Livello | Categoria       | Partecipazioni | Debutto | Ultima stagione | Totale |
| ------- | --------------- | -------------- | ------- | --------------- | ------ |
| 1º      | Prem'er-Liga    | 14             | 2004    | 2017-2018       | 14     |
| 2º      | Pervyj divizion | 5              | 1999    | 2003            | 5      |
| 3º      | Vtoraja Liga    | 2              | 1996    | 1997            | 3      |
| 3º      | Vtoroj divizion | 1              | 1998    | 1998            | 3      |
| 4º      | Tret'ja Liga    | 1              | 1995    | 1995            | 1      |